# Kad Merad
Kad Merad, pseudonimo di Kaddour Merad (Sidi Bel Abbes, 27 marzo 1964), è un attore francese di origine algerina.

## Biografia
È il terzo dei quattro figli di Mohamed Merad, figlio di un algerino emigrato a sedici anni, impiegato nella costruzioni di vagoni ferroviari a Saint-Etienne, e di Janine Béguin, nativa del Berry, parrucchiera. Ha due fratelli maggiori, Karim e Reda, ed una sorella, Yasmina.
Particolarmente a suo agio in ruoli brillanti, ha recitato in commedie di successo come Giù al Nord (2008) di Dany Boon, Il piccolo Nicolas e i suoi genitori (2009) e Le vacanze del piccolo Nicolas (2014) di Laurent Tirard, Supercondriaco - Ridere fa bene alla salute (2014), ancora di Dany Boon e Bis - Ritorno al passato (2015) di Dominique Farrugia, non disdegnando, tuttavia, anche ruoli impegnati come nel noir L'immortale (2010) di Richard Berry.
Fa parte dell'associazione benefica Les Enfoirés, che riunisce artisti francesi. Nell'ambito di questo progetto, nel 2011 ha partecipato al videoclip della canzone On demande pas la lune.

## Filmografia

### Attore

#### Cinema
- La Grande Vie !, regia di Philippe Dajoux (2001)
- Le Pharmacien de garde, regia di Jean Veber (2003)
- La Beuze, regia di François Desagnat e Thomas Sorriaux (2003)
- Pistole nude (Mais qui a tué Pamela Rose?), regia di Éric Lartigau (2003)
- Rien que du bonheur, regia di Denis Parent (2003)
- Les Clefs de bagnole, regia di Laurent Baffie (2003)
- Bloody Christmas, regia di Michel Leray (2003)
- Les choristes - I ragazzi del coro (Les Choristes), regia di Christophe Barratier (2004)
- Les Dalton, regia di Philippe Haïm (2004)
- Monde extérieur, regia di David Rault (2004)
- Iznogoud, regia di Patrick Braoudé (2005)
- Propriété commune, regia di Michel Leray (2005)
- Je vais bien, ne t'en fais pas, regia di Philippe Lioret (2006)
- Un ticket pour l'espace, regia di Éric Lartigau (2006)
- Essaye-moi, regia di Pierre-François Martin-Laval (2006)
- Les Oiseaux du ciel, regia di Éliane de Latour (2006)
- Les Irréductibles, regia di Renaud Bertrand (2006)
- J'invente rien, regia di Michel Leclerc (2006)
- Je crois que je l'aime, regia di Pierre Jolivet (2007)
- La Tête de maman, regia di Carine Tardieu (2007)
- Ce soir je dors chez toi, regia di Olivier Baroux (2007)
- 3 Amis, regia di Michel Boujenah (2007)
- Pur week-end, regia di Olivier Doran (2007)
- Giù al Nord (Bienvenue chez les Ch'tis), regia di Dany Boon (2008)
- Paris 36 (Faubourg 36), regia di Christophe Barratier (2008)
- Mes stars et moi, regia di Laetitia Colombani (2008)
- Modern Love, regia di Stéphane Kazandjian (2008)
- Il piccolo Nicolas e i suoi genitori (Le Petit Nicolas), regia di Laurent Tirard (2009)
- Safari, regia di Olivier Baroux (2009)
- Fuga d'amore (R.T.T.), regia di Frédéric Berthe (2009)
- Protéger et servir, regia di Éric Lavaine (2010)
- L'immortale (L'Immortel), regia di Richard Berry (2010)
- L'Italien, regia di Olivier Baroux (2010)
- La Fille du puisatier, regia di Daniel Auteuil (2011)
- Monsieur Papa, regia di Kad Merad (2011)
- Les Tuche, regia di Olivier Baroux (2011)
- La guerra dei bottoni (La Nouvelle Guerre des boutons), regia di Christophe Barratier (2011)
- JC comme Jésus Christ, regia di Jonathan Zaccaï (2011)
- F.B.I. - Due agenti impossibili (Mais qui a re-tué Pamela Rose?), regia di Olivier Baroux e Kad Merad (2012)
- Superstar, regia di Xavier Giannoli (2012)
- Benvenuti a Saint-Tropez (Des gens qui s'embrassent), regia di Danièle Thompson (2013)
- Le Grand Méchant Loup, regia di Nicolas Charlet e Bruno Lavaine (2013)
- Supercondriaco - Ridere fa bene alla salute (Supercondriaque), regia di Dany Boon (2014)
- Le vacanze del piccolo Nicolas (Les Vacances du petit Nicolas), regia di Laurent Tirard (2014)
- On a marché sur Bangkok, regia di Olivier Baroux (2014)
- Disparue en hiver, regia di Christophe Lamotte (2014)
- Bis - Ritorno al passato (Bis), regia di Dominique Farrugia (2015)
- We Were Young - Destinazione Paradiso (On voulait tout casser), regia di Philippe Guillard (2015)
- Marseille, regia di Kad Merad (2016)
- Alibi.com, regia di Philippe Lacheau (2017)
- La Mélodie - Suona sogna vola (La Mélodie), regia di Rachid Hami (2017)
- Questione di tempismo (Brillantissime), regia di Michèle Laroque (2018)
- Ti ripresento i tuoi (La Ch'tite Famille), regia di Dany Boon (2018)
- Alla ricerca di Teddy (Le Dudou), regia di Julien Hervé e Philippe Mechelen (2018)
- AAA genero cercasi (Le Gendre de ma vie), regia di François Desagnat (2018)
- Comme des rois, regia di Xabi Molia (2018)
- Just a Gigolo, regia di Olivier Baroux (2019)
- Un marito sospetto (La Part du soupçon), regia di Christophe Lamotte (2019)
- Regine del campo (Une belle équipe), regia di Mohamed Hamidi (2020)
- Un triomphe, regia di Emmanuel Courcol (2020)
- L'Année du requin, regia di Ludovic e Zoran Boukherma (2022)
- Citoyen d'honneur, regia di Mohamed Hamidi (2022)
- La Vie pour de vrai, regia di Dany Boon (2023)
- Le Larbin, regia di Alexandre Charlot e Franck Magnier (2024)
- Finalement - Storia di una tromba che si innamora di un pianoforte (Finalement), regia di Claude Lelouch (2024)
- Luna di miele con mamma (Lune de miel avec ma mère), regia di Nicolas Cuche (2025)

#### Televisione
- Baron noir (2016-2020)

### Doppiatore
- Koda, fratello orso (Brother bear), regia di Aaron Blaise e Robert Walker - Tug
- Happy Feet, regia di George Miller, Warren Coleman e Judy Morris - Ramon
- Megamind, regia di Tom McGrath - Megamind

### Sceneggiatore
- Mais qui a tué Pamela Rose ?, regia di Éric Lartigau (2003)
- Un ticket pour l'espace, regia di Éric Lartigau (2006)

## Riconoscimenti
- Premio César
  - 2007 – Migliore attore non protagonista per Je vais bien ne t'en fais pas
- Premio Emmy

2017 – Candidatura International Emmy Awards serie televisiva migliore attore per Baron noir

## Doppiatori italiani
Nelle versioni in italiano delle opere in cui ha recitato, Kad Merad è stato doppiato da:
- Franco Mannella in Giù al Nord, Il piccolo Nicolas e i suoi genitori, Fuga d'amore, L'immortale, La guerra dei bottoni, Supercondriaco - Ridere fa bene alla salute, Le vacanze del piccolo Nicolas, Bis - Ritorno al passato, Alibi.com, Regine del campo, Finalement - Storia di una tromba che si innamora di un pianoforte
- Pasquale Anselmo in We were young - Destinazione paradiso, Luna di miele con mamma
- Massimo Rinaldi in Les choristes - I ragazzi del coro
- Luca Biagini in Pistole nude
- Riccardo Lombardo in F.B.I.- Due agenti impossibili
- Mario Scarabelli in La mélodie - Suona sogna vola
- Vittorio Guerrieri in AAA genero cercasi